# Mitsuru Satō
Mitsuru Satō (n. 21 decembrie 1961, Hachirogata⁠(d), Prefectura Akita, Japonia) este un luptător ce a reprezentat Japonia, medaliat olimpic. A participat la 2 ediții ale Jocurilor Olimpice (1988, 1992) în care a câștigat o medalie de aur.